# Bernard Lyot
Bernard Lyot (Parigi, 27 febbraio 1897 – Il Cairo, 2 aprile 1952) è stato un astronomo francese.
Bernard Ferdinand Lyot è noto per l'invenzione del coronografo e del filtro di Lyot.

## Riconoscimenti
Nel 1932 gli fu assegnato il Prix Janssen.
Gli sono stati dedicati un cratere di 221 km di diametro sul pianeta Marte, uno di 150 km sulla Luna e un asteroide, 2452 Lyot .